# Дельфійські максими

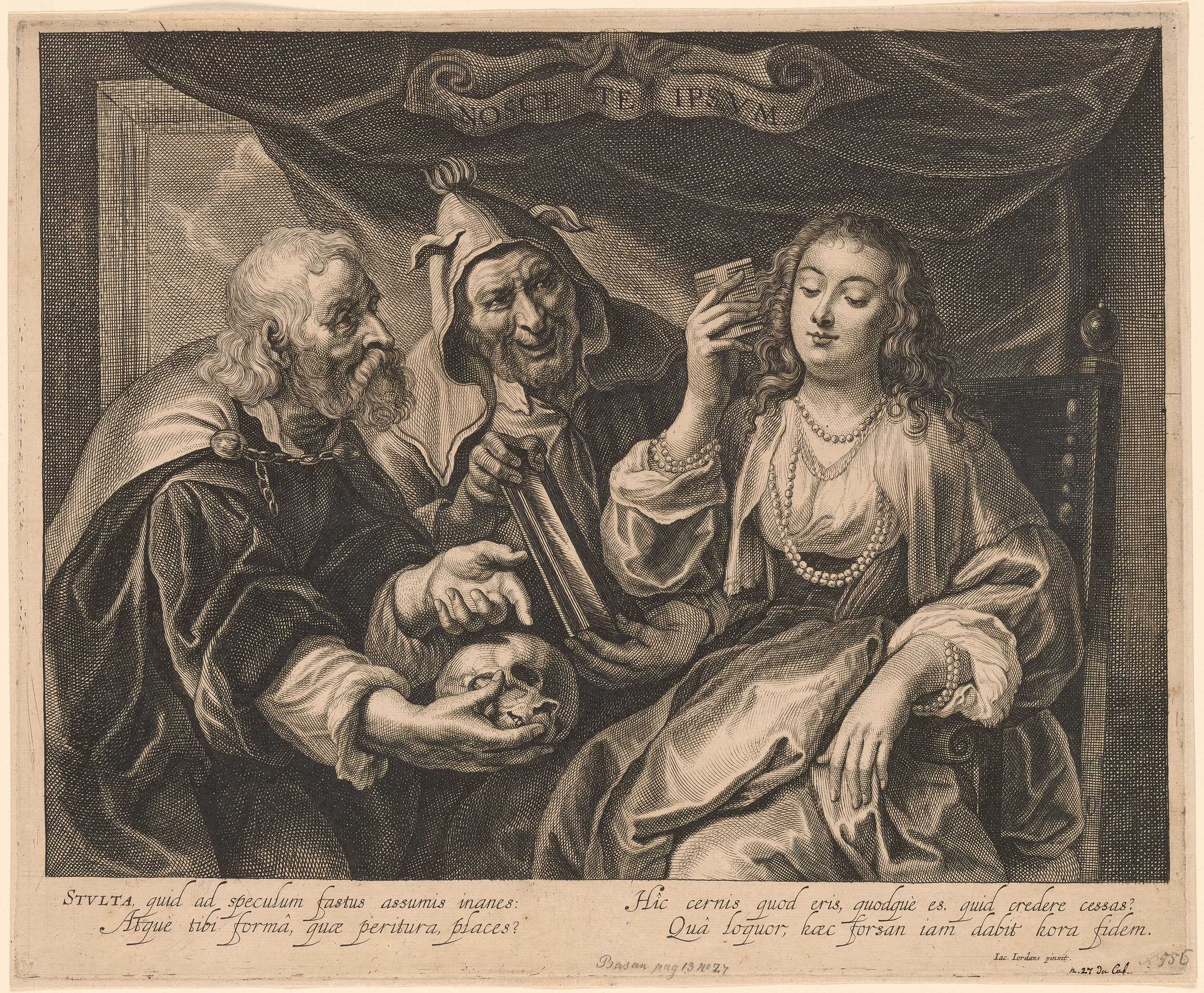
Nosce Te Ipsum — алегорія марнославства (1650), наслідування сюжета Якова Йорданса

Дельфійські максими — набір із 147 афоризмів, які були записані в Дельфах. Спочатку, як повідомлялося, вони були отримані оракулом грецького бога Аполлона в Дельфах, тому їх приписували самому Аполлону. Вчений 5-го століття Стобей пізніше приписав їх Семи Мудрецям Греції. Сучасні вчені, однак, вважають, що їх початкове авторство є невизначеним і «найімовірніше, вони були популярними прислів'ями, які, як правило, пізніше приписувалися окремим мудрецям». Можливо, найбільш відомою з цих максим є «пізнай себе», яка була вирізана в храмі Аполлона в Дельфах. Конкретний лад і формулювання кожної максими відрізняється залежно від версії (і перекладу) тексту.
У руїнах елліністичного міста Ай-Ханум (сучасний Афганістан, колишнє Греко-Бактрійське королівство), на Герооні (поховальному пам'ятнику), позначеному грецькою мовою як гробниця Кінія (також називається ойкістом (засновником) грецького поселення) і датованому 300-250 рр. до н.е., знайдено напис, що описує частину дельфійських максим (максими 143-147):
У дитинстві вчись благопристойності
В юності вчись керувати пристрастями
У зрілості вчись справедливості)
У старості вчись бути мудрим порадником
Помирай без журби
Заповіді були закладені греком на ймення Клеархос, яким міг бути(або не був) Клеарх Солійський — учень Аристотеля  який, згідно з тим самим написом, переписав їх з Дельфів: 
Ці мудрі заповіді стародавніх людей
- Слова відомих мислителів — присвячуються
У найсвятішому піфійському храмі
Звідти Клеарх, скопіювавши їх обережно, поставив їх, виблискуючи здалеку, у святині Кінії.
У книзі "Що таке антична філософія?" відомий французький філософ та історик П'єр Адо згадує практику пригадування важливих висловів:
«Цим Семи Мудрецям приписують максими "короткі та пам'ятні слова", як каже Платон, виголошені кожним із них під час зібрання у Дельфах, коли вони вирішили офірувати Аполлонові у його храмі основу своєї мудрості і присвятили йому надписи, які знають усі: "Пізнай самого себе", "Нічого понад міру" тощо — із діалогу Платона "Протагор" (або "Софісти").
Насправді, усі максими, які вважають витворами Семи Мудреців, були вирізьблені біля храму в Дельфах, а звичай вирізати такі надписи, щоб їх читали усі перехожі, був дуже поширеним у всіх грецьких містах. Так у 1966 році в Ай-Ханумі на кордоні теперішнього Афганістану, під час розкопок залишків міста колишнього грецького царства Бактрії відкрили напівзруйновану стелу, яка, як демонструє Луї Роберт, містила колись повне зібрання 140 афінських максим. Їх вирізьбили ІІІ ст. до Р.Х. завдяки Клеарху, учню Аристотеля. Це вказує на значення, яке грецький народ надавав моральному вихованню».
| 147 дельфійських максим | 147 дельфійських максим      | 147 дельфійських максим                | 147 дельфійських максим                         | 147 дельфійських максим |
| №                       | Давньогрецька                | Англійська                             | Українська                                      | Аналоги (за наявності) |
| ----------------------- | ---------------------------- | -------------------------------------- | ----------------------------------------------- | --- |
| 001.                    | Ἕπου θεῷ                     | Follow God                             | Йди за Богом                                    | |
| 002.                    | Νόμῳ πείθου                  | Obey the law                           | Корися закону                                   | |
| 003.                    | Θεοὺς σέβου                  | Respect the Gods                       | Шануй богів                                     | |
| 004.                    | Γονεῖς αἰδοῦ                 | Respect your parents                   | Шануй батьків                                   | |
| 005.                    | Ἡττῶ ὑπὸ δικαίου             | Be overcome by justice                 | Уступай справедливості                          | |
| 006.                    | Γνῶθι μαθών                  | Know what you have learned             | Вивчивши, пізнай                                | |
| 007.                    | Ἀκούσας νόει                 | Perceive what you have heard           | Почувши, зрозумій                               | |
| 008.                    | Σαυτὸν ἴσθι                  | Be/Know yourself                       | Пізнай себе                                     | Nosce te ipsum (лат.) |
| 009.                    | Γαμεῖν μέλλε                 | Intend to get married                  | Наміряйся одружитися                            | |
| 010.                    | Καιρὸν γνῶθι                 | Know your opportunity                  | Упізнай нагоду                                  | |
| 011.                    | Φρόνει θνητά                 | Think as a mortal                      | Міркуй як смертний                              | Memento mori (лат.) |
| 012.                    | Ξένος ὢν ἴσθι                | If you are a stranger act like one     | Знай що ти гість                                | |
| 013.                    | Ἑστίαν τίμα                  | Honor the hearth (or Hestia)           | Шануй домашнє вогнище                           | |
| 014.                    | Ἄρχε σεαυτοῦ                 | Control yourself                       | Владарюй над собою                              | «Кожен, хто [усвідомлено] чинить гріх — раб гріха!» (Івана 8:34) |
| 015.                    | Φίλοις βοήθει                | Help your friends                      | Допомагай друзям                                | |
| 016.                    | Θυμοῦ κράτει                 | Control anger                          | Стримуй гнів                                    | |
| 017.                    | Φρόνησιν ἄσκει               | Exercise prudence                      | Вправляйся в розсудливості                      | |
| 018.                    | Πρόνοιαν τίμα                | Honor providence                       | Шануй завбачливість                             | |
| 019.                    | Ὅρκῳ μὴ χρῶ                  | Do not use an oath                     | Не вдавайся до клятви                           | «А Я вам кажу не клястися зовсім: ані небом, бо воно престол Божий;» (Мф. 5:34) |
| 020.                    | Φιλίαν ἀγάπα                 | Love friendship                        | Люби дружбу                                     | |
| 021.                    | Παιδείας ἀντέχου             | Cling to discipline                    | Тримайся виховання                              | |
| 022.                    | Δόξαν δίωκε                  | Pursue honor                           | Шукай слави                                     | |
| 023.                    | Σοφίαν ζήλου                 | Long for wisdom                        | Прагни мудрості                                 | |
| 024.                    | Καλὸν εὖ λέγε                | Praise the good                        | Хвали хороше                                    | |
| 025.                    | Ψέγε μηδένα                  | Find fault with no one                 | Не докоряй нікому                               | |
| 026.                    | Ἐπαίνει ἀρετήν               | Praise virtue                          | Вихваляй чесноту                                | |
| 027.                    | Πρᾶττε δίκαια                | Practice what is just                  | Чини справедливо                                | |
| 028.                    | Φίλοις εὐνόει                | Be kind to friends                     | Будь доброзичливим до друзів                    | |
| 029.                    | Ἐχθροὺς ἀμύνου               | Watch out for your enemies             | Остерігайся ворогів                             | |
| 030.                    | Εὐγένειαν ἄσκει              | Exercise nobility of character         | Практикуйся благородності                       | |
| 031.                    | Κακίας ἀπέχου                | Shun evil                              | Уникай зла                                      | Коли бачу перед собою добро — я біжу вперед, наче боюсь відстати. Якщо бачу перед собою зло — я біжу геть, наче ступив ногою в киплячу воду (Конфуцій) |
| 032.                    | Κοινὸς γίνου                 | Be impartial                           | Будь неупередженим                              | Sine ira et studio (лат.) — «без гніву і пристрасті» або «без упередженої думки» |
| 033.                    | Ἴδια φύλαττε                 | Guard what is yours                    | Стережи своє                                    | |
| 034.                    | Αλλοτρίων ἀπέχου             | Shun what belongs to others            | Уникай чужого                                   | |
| 035.                    | Ἄκουε πάντα                  | Listen to everyone                     | Усе дочувай                                     | |
| 036.                    | Εὔφημος ἴσθι                 | Be (religiously) silent                | Не кажи зайвого                                 | |
| 037.                    | Φίλῳ χαρίζου                 | Do a favor for a friend                | Догоджай другові                                | |
| 038.                    | Μηδὲν ἄγαν                   | Nothing to excess                      | Нічого понад міру                               | |
| 039.                    | Χρόνου φείδου                | Use time sparingly                     | Бережи час                                      | |
| 040.                    | Ὅρα τὸ μέλλον                | Foresee the future                     | Завбачай майбутнє                               | |
| 041.                    | Ὕβριν μίσει                  | Despise insolence                      | Ненавидь гординю                                | |
| 042.                    | Ἱκέτας αἰδοῦ                 | Have respect for suppliants            | Шануй прохачів                                  | |
| 043.                    | Πᾶσιν ἁρμόζου                | Be accommodating in everything         | До всього пристосовуйся                         | |
| 044.                    | Υἱοὺς παίδευε                | Educate your sons                      | Виховуй синів                                   | |
| 045.                    | Ἔχων χαρίζου                 | Give what you have                     | Маючи — даруй                                   | |
| 046.                    | Δόλον φοβοῦ                  | Fear deceit                            | Бійся підступу                                  | |
| 047.                    | Εὐλόγει πάντας               | Speak well of everyone                 | Про всіх кажи добре                             | |
| 048.                    | Φιλόσοφος γίνου              | Be a seeker of wisdom                  | Стань шукачем мудрості                          | |
| 049.                    | Ὅσια κρῖνε                   | Choose what is divine                  | Вибирай божественне                             | |
| 050.                    | Γνοὺς πρᾶττε                 | Act when you know                      | Дій знаючи                                      | |
| 051.                    | Φόνου ἀπέχου                 | Shun murder                            | Остерігайся вбивства                            | |
| 052.                    | Εὔχου δυνατά                 | Pray for things possible               | Вимолюй можливе                                 | |
| 053.                    | Σοφοῖς χρῶ                   | Consult the wise                       | Радься з мудрим                                 | |
| 054.                    | Ἦθος δοκίμαζε                | Test the character                     | Випробовуй характер                             | |
| 055.                    | Λαβὼν ἀπόδος                 | Give back what you have received       | Одержавши — віддавай                            | |
| 056.                    | Ὑφορῶ μηδένα                 | Down-look no one                       | Не будь зверхнім ні до кого                     | |
| 057.                    | Τέχνῃ χρῶ                    | Use your skill                         | Користуйся мистецтвом                           | |
| 058.                    | Ὃ μέλλεις, δός               | Do what you mean to do                 | Давай те, що намірився дати                     | |
| 059.                    | Εὐεργεσίας τίμα              | Honor a benefaction                    | Шануй благочинність                             | |
| 060.                    | Φθόνει μηδενί                | Be jealous of no one                   | Не заздри нікому                                | |
| 061.                    | Φυλακῇ πρόσεχε               | Be on your guard                       | Будь насторожі                                  | |
| 062.                    | Ἐλπίδα αἴνει                 | Praise hope                            | Хвали надію                                     | |
| 063.                    | Διαβολὴν μίσει               | Despise a slanderer                    | Ненавидь наклепника                             | |
| 064.                    | Δικαίως κτῶ                  | Gain possessions justly                | Набувай справедливо                             | |
| 065.                    | Ἀγαθοὺς τίμα                 | Honor good men                         | Шануй добрих                                    | |
| 066.                    | Κριτὴν γνῶθι                 | Know the judge                         | Знай, хто суддя                                 | |
| 067.                    | Γάμους κράτει                | Master wedding-feasts                  | Керуй на весіллях                               | |
| 068.                    | Τύχην νόμιζε                 | Recognize fortune                      | Вір у долю                                      | |
| 069.                    | Ἐγγύην φεῦγε                 | Flee a pledge                          | Уникай запоруки                                 | «Мій сину, якщо поручився ти за свого ближнього, дав руку свою за чужого, ти попався до пастки з-за слів своїх уст, схоплений ти із-за слів своїх уст!» (Пр. 6:1-2) |
| 070.                    | Ἁπλῶς διαλέγου               | Speak plainly                          | Розмовляй просто                                | |
| 071.                    | Ὁμοίοις χρῶ                  | Associate with your peers              | Спілкуйся з рівнею                              | |
| 072.                    | Δαπανῶν ἄρχου                | Govern your expenses                   | Керуй витратами                                 | |
| 073.                    | Κτώμενος ἥδου                | Be happy with what you have            | Насолоджуйся набутим                            | |
| 074.                    | Αἰσχύνην σέβου               | Revere a sense of shame                | Шануй сором'язливість                           | |
| 075.                    | Χάριν ἐκτέλει                | Fulfill a favor                        | Виявляй ласку                                   | |
| 076.                    | Εὐτυχίαν εὔχου               | Pray for happiness                     | Молись за щастя                                 | |
| 077.                    | Τύχην στέργε                 | Be fond of fortune                     | Люби удачу                                      | |
| 078.                    | Ἀκούων ὅρα                   | Observe what you have heard            | Слухай пильно                                   | |
| 079.                    | Ἐργάζου κτητά                | Work for what you can own              | Працюй над досяжним                             | |
| 080.                    | Ἔριν μίσει                   | Despise strife                         | Ненавидь сварку                                 | «Гнівлива людина роздражнює сварку, терпелива ж у гніві вспокоює заколот.» (Пр. 15:18) «Ліпший черствий кусок зо спокоєм, ніж дім, повний учти м'ясної зо сваркою.» (Пр. 17:1) «Уста нерозумного тягнуть до сварки, а слова його кличуть бійки.» (Пр. 18:6) «Син безумний погибіль для батька свого, а жінка сварлива як ринва [даховий жолоб], що з неї вода тече завжди.» (Пр. 19:13) «Ліпше жити в куті на даху, ніж з сварливою жінкою в спільному домі.» (Пр. 25:24) |
| 081.                    | Ὄνειδος ἔχθαιρε              | Detest disgrace                        | Зневажай безчестя                               | |
| 082.                    | Γλῶτταν ἴσχε                 | Restrain the tongue                    | Стримуй язик                                    | Давай наставления только тому, кто ищет знаний, обнаружив своё невежество. Оказывай помощь только тому, кто не умеет внятно высказать свои заветные думы. Обучай только того, кто способен, узнав про один угол квадрата, представить себе остальные три. (Конфуцій) |
| 083.                    | Ὕβριν ἀμύνου                 | Keep yourself from insolence           | Утримуйся від зухвалості                        | |
| 084.                    | Κρῖνε δίκαια                 | Make just judgements                   | Суди справедливо                                | «Горе вам, книжники та фарисеї, лицеміри, що даєте десятину із м'яти, і ганусу й кмину, але покинули найважливіше в Законі: суд, милосердя та віру;Мих. 6:8, Ос. 12:6 це треба робити, і того не кидати.» (Мф 23:23) |
| 085.                    | Χρῶ χρήμασιν                 | Use what you have                      | Використовуй те що маєш                         | |
| 086.                    | Ἀδωροδόκητος δίκαζε          | Judge incorruptibly                    | Суди добросовісно                               | |
| 087.                    | Αἰτιῶ παρόντα                | Accuse one who is present              | Звинувачуй у присутності                        | |
| 088.                    | Λέγε εἰδώς                   | Tell when you know                     | Говори коли знаєш                               | |
| 089.                    | Βίας μὴ ἔχου                 | Do not depend on strength              | Не залеж від сили                               | |
| 090.                    | Ἀλύπως βίου                  | Live without sorrow                    | Живи без смутку                                 | |
| 091.                    | Ὁμίλει πρᾴως                 | Live together meekly                   | Живи у злагоді                                  | |
| 092.                    | Πέρας ἐπιτέλει μὴ ἀποδειλιῶν | Finish the race without shrinking back | Використовуй шанс без коливань                  | |
| 093.                    | Φιλοφρόνει πᾶσιν             | Deal kindly with everyone              | Будь добрим з усіма                             | |
| 094.                    | Υἱοῖς μὴ καταρῶ              | Do not curse your sons                 | Не свари синів                                  | |
| 095.                    | Γυναικὸς ἄρχε                | Initiate / lead / guide your wife      | Скеровуй дружину (жінку)                        | Із всіх людей складніше всього себе вести з жінками та підлеглими [слугами] — якщо зближуєшся з ними, вони втрачають смиренність. Якщо зберігати стриманість по відношенню до них, вони будуть невдоволені (Конфуцій) |
| 096.                    | Σεαυτὸν εὖ ποίει             | Benefit yourself                       | Принось користь собі                            | |
| 097.                    | Εὐπροσήγορος γίνου           | Be courteous                           | Будь ввічливим                                  | |
| 098.                    | Ἀποκρίνου ἐν καιρῷ           | Give a timely response                 | Відповідай своєчасно (не затягуй із відповіддю) | |
| 099.                    | Πόνει μετ’ εὐκλείας          | Struggle with glory                    | Борись із завзяттям                             | |
| 100.                    | Πρᾶττε ἀμετανοήτως           | Act without repenting                  | Дій без каяття                                  | |
| 101.                    | Ἁμαρτάνων μετανόει           | Repent of sins                         | Розкайся у гріхах                               | |
| 102.                    | Ὀφθαλμοῦ κράτει              | Control the eye                        | Контролюй погляд                                | «Око то світильник для тіла. Тож як око твоє буде здорове, то й усе тіло твоє буде світле. А коли б твоє око лихе було, то й усе тіло твоє буде темне. Отож, коли світло, що в тобі, є темрява, то яка ж то велика та темрява!» (Мт 6:22-23) «Не постав нічого нікче́много перед очи́ма своїми» (Пс. 101:3) |
| 103.                    | Βουλεύου χρόνῳ               | Give a timely counsel                  | Давай вчасну пораду                             | |
| 104.                    | Πρᾶττε συντόμως              | Act quickly                            | Дій швидко                                      | |
| 105.                    | Φιλίαν φύλαττε               | Guard friendship                       | Оберігай дружбу                                 | |
| 106.                    | Εὐγνώμων γίνου               | Be grateful                            | Будь вдячним                                    | |
| 107.                    | Ὁμόνοιαν δίωκε               | Pursue harmony                         | Тримайся згоди (гармонії)                       | |
| 108.                    | Ἄρρητον κρύπτε               | Keep deeply the top secret             | Зберігай таємницю                               | |
| 109.                    | Τὸ κρατοῦν φοβοῦ             | Fear ruling                            | Остерігайся тих, хто при владі                  | «Я раджу: Наказа царського виконуй, і то ради присяги перед Богом. Не квапся від нього відходити, не стій при злій справі, бо все, що захоче, він зробить, бо слово цареве то влада, і хто йому скаже: Що робиш?» (Екл. 8:2-4) «Навіть у думці своїй не злослов на царя, і в спальні своїй не кляни багача, небесний бо птах віднесе твою мову, а крилатий розкаже про слово твоє...» (Екл. 10:20) |
| 110.                    | Τὸ συμφέρον θηρῶ             | Pursue what is profitable              | Займайся корисним                               | |
| 111.                    | Καιρὸν προσδέχου             | Accept due measure                     | Приймай належне                                 | |
| 112.                    | Ἔχθρας διάλυε                | Do away with enmities                  | Полиш ворожнечу                                 | «Пса за вуха хапає, хто, йдучи, устряває до сварки чужої.» (Пр. 26:17) |
| 113.                    | Γῆρας προσδέχου              | Accept old age                         | Прийми старість                                 | |
| 114.                    | Ἐπὶ ῥώμῃ μὴ καυχῶ            | Do not boast in might                  | Не хвалися силою                                | Qui seminat mala, metet mala (лат.) — хто сіє зло, той пожне зло |
| 115.                    | Εὐφημίαν ἄσκει               | Exercise (religious) silence           | Практикуй тишу (релігійну)                      | |
| 116.                    | Ἀπέχθειαν φεῦγε              | Flee enmity                            | Уникай ворожнечі                                | «Ви чули, що сказано: Люби свого ближнього, і ненавидь свого ворога. А Я вам кажу: Любіть ворогів своїх, благословляйте тих, хто вас проклинає, творіть добро тим, хто ненавидить вас, і моліться за тих, хто вас переслідує, щоб вам бути синами Отця вашого, що на небі, що наказує сходити сонцю Своєму над злими й над добрими, і дощ посилає на праведних і на неправедних. Коли бо ви любите тих, хто вас любить, то яку нагороду ви маєте? Хіба не те саме й митники роблять? І коли ви вітаєте тільки братів своїх, то що ж особливого робите? Чи й погани не чинять отак? Отож, будьте досконалі, як досконалий Отець ваш Небесний!» (Мф 5:43) |
| 117.                    | Πλούτει δικαίως              | Acquire wealth justly                  | Збагачуйся справедливо                          | Honeste vivere (лат.) |
| 118.                    | Δόξαν μὴ λεῖπε               | Do not abandon honor                   | Не зраджуй честь                                | |
| 119.                    | Κακίαν μίσει                 | Despise evil                           | Зневажай зло                                    | |
| 120.                    | Κινδύνευε φρονίμως           | Venture into danger prudently          | Ризикуй з розсудом                              | |
| 121.                    | Μανθάνων μὴ κάμνε            | Do not tire of learning                | Не стомлюйся вчитись                            | |
| 122.                    | Φειδόμενος μὴ λεῖπε          | Do not stop to be thrifty              | Не спиняйся бути ощадливим                      | |
| 123.                    | Χρησμοὺς θαύμαζε             | Admire oracles                         | Шануй віщування                                 | Коли ми говоримо про ритуал, чи маємо ми на увазі лише дар яшми і парчі? Коли ми говоримо про музику, чи маємо ми на увазі удари у дзвони і барабани? (Конфуцій, Лунь Юй) |
| 124.                    | Οὓς τρέφεις, ἀγάπα           | Love whom you rear                     | Люби вихованців                                 | |
| 125.                    | Ἀπόντι μὴ μάχου              | Do not oppose someone absent           | Не виступай проти відсутнього                   | |
| 126.                    | Πρεσβύτερον αἰδοῦ            | Respect the elder                      | Поважай старших                                 | |
| 127.                    | Νεώτερον δίδασκε             | Teach a youngster                      | Навчай молодших                                 | |
| 128.                    | Πλούτῳ ἀπίστει               | Do not trust wealth                    | Не довіряй багатству                            | |
| 129.                    | Σεαυτὸν αἰδοῦ                | Respect yourself                       | Поважай себе                                    | |
| 130.                    | Μὴ ἄρχε ὑβρίζειν             | Do not begin to be insolent            | Не будь зарозумілим                             | Благородний зустрічає як гнів так і милість високих з рівною гідністю (Конфуцій) |
| 131.                    | Προγόνους στεφάνου           | Crown your ancestors                   | Увінчай предків                                 | |
| 132.                    | Θνῆσκε ὑπὲρ πατρίδος         | Die for your country                   | Помри за батьківщину                            | Dulce et decorum est pro patria mori (лат.) — Приємно та почесно вмерти за отчизну / Щаслива і благородна смерть за батьківщину (Горацій) |
| 133                     | Τῷ βίῳ μὴ ἄχθου              | Do not be discontented by life         | Не нарікай на долю                              | |
| 134.                    | Ἐπὶ νεκρῷ μὴ γέλα            | Do not make fun of the dead            | Не висміюй мертвих                              | |
| 135.                    | Ἀτυχοῦντι συνάχθου           | Share the load of the unfortunate      | Співпереживай знедоленим                        | «Тіштеся з тими, хто тішиться, і плачте з отими, хто плаче!» (Рим. 12:15) |
| 136.                    | Χαρίζου ἀβλαβῶς              | Gratify without harming                | Насолоджуйся без шкоди                          | |
| 137.                    | Μὴ ἐπὶ παντὶ λυποῦ           | Grieve for no one                      | Ні за ким не сумуй                              | |
| 138.                    | Ἐξ εὐγενῶν γέννα             | Beget from noble routes                | Породжуй із благородства                        | |
| 139.                    | Ἐπαγγέλλου μηδενί            | Make promises to no one                | Нікому не обіцяй                                | «Ще ви чули, що було стародавнім наказане: Не клянись неправдиво, але виконуй клятви свої перед Господом. А Я вам кажу не клястися зовсім: ані небом, бо воно престол Божий; ні землею, бо підніжок для ніг Його це; ані Єрусалимом, бо він місто Царя Великого; не клянись головою своєю, бо навіть однієї волосинки ти не можеш учинити білою чи чорною. Ваше ж слово хай буде: так-так, ні-ні. А що більше над це, то те від лукавого.» (Мф 5:33-37) |
| 140.                    | Φθιμένους μὴ ἀδίκει          | Do not wrong the dead                  | Не нарікай на померлих                          | |
| 141.                    | Εὖ πάσχε ὡς θνητός           | Be well off as a mortal                | Перенось все як смертний                        | Vivere memento (лат.) пам'ятай, що живеш |
| 142.                    | Τύχῃ μὴ πίστευε              | Do not trust fortune                   | Не довіряй удачі                                | |
| 143.                    | Παῖς ὢν κόσμιος ἴσθι         | As a child be well-behaved             | У дитинстві вчись благопристойності             | |
| 144.                    | Ἡβῶν ἐγκρατής                | As a youth be self-disciplined         | В юності вчись керувати пристрастями            | |
| 145.                    | Μέσος δίκαιος                | As of middle-age be just               | У зрілості вчись справедливості                 | |
| 146.                    | Πρεσβύτης εὔλογος            | As an old man be sensible              | У старості вчись бути мудрим порадником         | |
| 147.                    | Τελευτῶν ἄλυπος              | On reaching the end be without sorrow  | Помирай без журби                               | |

## Зовнішні посилання
- Ancient Hellenic wisdom– Original text in Greek [Архівовано 10 березня 2021 у Wayback Machine.]
- Fysis.cz – Original text in Greek [Архівовано 24 лютого 2021 у Wayback Machine.]
- 2018 English translation by Melissa Gold of Hellenion [Архівовано 26 січня 2021 у Wayback Machine.]